# Lakmapur (Inam), Hangal
Lakmapur (Inam) là một làng thuộc tehsil Hangal, huyện Haveri, bang Karnataka, Ấn Độ.